# Suillia laevifrons
Suillia laevifrons är en tvåvingeart som först beskrevs av Friedrich Hermann Loew 1862.  Suillia laevifrons ingår i släktet Suillia och familjen myllflugor. Arten är reproducerande i Sverige. Inga underarter finns listade i Catalogue of Life.